# Гимн Багамских Островов
Вперёд, Багамы (англ. March On, Bahamaland) — государственный гимн Багамских Островов, написанный Тимоти Гибсоном и утверждённый в 1973 году.

## Слова гимна

### Английский текст
Lift up your head to the rising sun, Bahamaland; 

March on to glory, your bright banners waving high. 

See how the world marks the manner of your bearing! 

Pledge to excel through love and unity. 

Pressing onward, march together 

to a common loftier goal; 

Steady sunward, tho' the weather 

hide the wide and treachrous shoal. 

Lift up your head to the rising sun, Bahamaland, 

'Til the road you’ve trod lead unto your God, 

March on, Bahamaland.

### Русский перевод
Обратим свои лица к восходящему солнцу, Багамы; 

Пойдём по дороге славы, пусть высоко веют ваши яркие знамёна. 

Посмотрите, как весь мир отмечает ваше достоинство! 

Поклянёмся же, что любовь и единство приведут нас к процветанию. 

Устремляясь вперёд, вместе пойдём к общей высокой цели; 

Неизменно озарённые солнцем, хотя повсюду таятся предательские отмели. 

Обратим свои лица к восходящему солнцу, Багамы, 

И по дороге, где мы шагаем и что приведёт нас к Богу, 

Пойдём, Багамы!